# Asociación de Academias de la Lengua Española

Paesi con un'accademia di lingua spagnola

La Asociación de Academias de la Lengua Española in sigla ASALE (in italiano "Associazione delle accademie della lingua spagnola") è un'associazione creata in Messico nel 1951 e si compone delle 22 accademie di lingua spagnola esistenti nel mondo. La sua commissione permanente si trova a Madrid in Spagna, città che è sede anche della Real Academia Española (RAE) e della sede centrale dell'istituto Cervantes.
Il suo motto è: Una estirpe, una lengua y un destino che in italiano significa: "Una stirpe, una lingua e un destino".

## Accademie

Stemma dell' Asociación de Academias de la Lengua Española.

Le accademie che fanno parte dell'associazione (ordinate per anno di creazione):
- Real Academia Española (1713)
- Academia Colombiana de la Lengua (1871)
- Academia Ecuatoriana de la Lengua (1874)
- Academia Mexicana de la Lengua (1875)
- Academia Salvadoreña de la Lengua (1875)
- Academia Venezolana de la Lengua (1883)
- Academia Chilena de la Lengua (1885)
- Academia Peruana de la Lengua (1887)
- Academia Guatemalteca de la Lengua (1887)
- Academia Costarricense de la Lengua (1923)
- Academia Filipina de la Lengua Española (1924)
- Academia Panameña de la Lengua (1926)
- Academia Cubana de la Lengua (1926)
- Academia Paraguaya de la Lengua Española (1927)
- Academia Boliviana de la Lengua (1927)
- Academia Dominicana de la Lengua (1927)
- Academia Nicaragüense de la Lengua (1928)
- Academia Argentina de Letras (1931)
- Academia Nacional de Letras del Uruguay (1943)
- Academia Hondureña de la Lengua (1949)
- Academia Puertorriqueña de la Lengua Española (1955)
- Academia Norteamericana de la Lengua Española (1973) - nell'associazione dal 1980.